# Un pedacito de mí
Un pedacito de mí è il quarto album in studio della cantante e attrice messicana Lucerito, pubblicato nel 1986.

## Tracce
1. Vendrá – 3:05
2. Si me lo pides tú – 3:00
3. Sucedió – 3:16
4. Como música de Rock'n'Roll – 3:24
5. Era la primera vez – 3:13
6. No sé vivir sin ti – 3:13
7. Hasta mañana – 2:48
8. Y cuando él llegó – 2:51
9. Díganle por favor – 3:51
10. Todo el amor del mundo – 2:44